# Tischtennis-Europameisterschaft 1978
Die 11. Tischtennis-Europameisterschaft fand vom 10. bis 19. März 1978 in Duisburg in der Rhein-Ruhr-Halle statt.
Ungarn dominierte diese Europameisterschaft mit dem Gewinn von fünf Goldmedaillen: Sowohl die Herren als auch die Damen gewannen den Mannschaftswettbewerb, und auch im Einzel standen mit Gábor Gergely und Judit Magos ungarische Teilnehmer auf dem Siegerpodest. Dazu kommt eine „halbe Goldmedaille“ im Doppel von Gábor Gergely mit dem Tschechen Milan Orlowski. Silber im Herreneinzel durch István Jónyer, im Damendoppel durch Judit Magos/Gabriella Szabó und im Mixed durch Tibor Klampár/Gabriella Szabó sowie Bronze im Herreneinzel durch Tibor Kreisz und im Dameneinzel durch Gabriella Szabó unterstrichen diese Dominanz.
Europameister im Damendoppel wurden Maria Alexandru/Liana Mihuț aus Rumänien.
Größter Erfolg der Deutschen war der Gewinn des Mixedwettbewerbs durch Wilfried Lieck/Wiebke Hendriksen. Das Doppel Peter Stellwag/Jochen Leiß holte Silber. Die Teams der Damen der Herren und Damen kamen auf Platz acht.

## Austragungsmodus Mannschaften
Insgesamt nahmen 29 Herren- und 25 Damenteams teil.
Der Austragungsmodus für die Mannschaften war der gleiche wie bei der vorherigen Europameisterschaft 1976. Sowohl bei den Damen als auch bei den Herren traten die 12 Erstplatzierten der letzten EM 1976 in Kategorie 1 in den Sechser-Gruppen A und B an, wo sie um den Titel spielten. Die restlichen Nationen wurden in Kategorie 2 ebenfalls auf zwei Gruppen aufgeteilt.
Analog dem Paarkreuzsystem (ohne Doppel) spielten die Ersten und Zweiten der Gruppen A und B die Plätze 1 bis 4 aus, die Dritten und Vierten die Plätze 5 bis 8, die Fünften und Sechsten die Plätze 9 bis 12.
Die Ersten der restlichen Gruppen kämpften in einer Runde Jeder gegen Jeden um die Plätze 13 bis 17 bei den Herren bzw. um die Plätze 13 bis 16 bei den Damen, die Zweiten um die Plätze 18 bis 22 bei den Herren bzw. um die Plätze 17 bis 20 bei den Damen usw.
Ein Mannschaftskampf wurde bei den Herren nach dem Swaythling-Cup-System bei Dreiermannschaften, d. h. Jeder gegen Jeden ohne Doppel durchgeführt. Die Damen spielten nach dem Corbillon-Cup-System für Zweiermannschaften.
|       | Kategorie 1 | Kategorie 1 | Kategorie 2  | Kategorie 2 |
| Platz | Gruppe A    | Gruppe B    | Gruppe A     | Gruppe B    |
| ----- | ----------- | ----------- | ------------ | ----------- |
| 1.    | Ungarn      | England     | Österreich   | Rumänien    |
| 2.    | Frankreich  | UdSSR       | Luxemburg    | Italien     |
| 3.    | Jugoslawien | Schweden    | Griechenland | Finnland    |
| 4.    | ČSSR        | Deutschland | Spanien      | Türkei      |
| 5.    | Polen       | Bulgarien   | Wales        | Schweiz     |
| 6.    | Niederlande | Dänemark    | Schottland   | Irland      |
| 7.    |             |             | Norwegen     | Belgien     |
| 8.    |             |             | Guernsey     | Portugal    |
| 9.    |             |             |              | Jersey      |

|       | Kategorie 1 | Kategorie 1 | Kategorie 2  | Kategorie 2 |
| Platz | Gruppe A    | Gruppe B    | Gruppe A     | Gruppe B    |
| ----- | ----------- | ----------- | ------------ | ----------- |
| 1.    | Rumänien    | Ungarn      | Bulgarien    | Polen       |
| 2.    | UdSSR       | ČSSR        | Irland       | Spanien     |
| 3.    | Jugoslawien | England     | Finnland     | Schweiz     |
| 4.    | Deutschland | Schweden    | Österreich   | Schottland  |
| 5.    | Niederlande | Frankreich  | Dänemark     | Italien     |
| 6.    | Belgien     | Luxemburg   | Griechenland | Wales       |
| 7.    |             |             | Norwegen     |             |

Aufstieg
1. 1 2 3 4  Aufsteiger

Abstieg
1. 1 2 3 4  Absteiger

## Abschneiden der Deutschen
Bundestrainer war der Schwede Christer Johansson. Die Damenmannschaft wurde von Istvan Korpa und Hannelore Schlaf betreut.
Die Leistungen und Platzierungen beider deutscher Teams wurden als enttäuschend bewertet. Allerdings wurde von Spannungen in der deutschen Vertretung berichtet.

### Herrenmannschaft Deutschland
Die deutsche Herrenmannschaft kam in der Vorrundengruppe B auf Platz vier. Sie gewann gegen England, Bulgarien und Dänemark, unterlag dagegen den Teams von Schweden und der UdSSR. In der Zwischenrunde ging es somit um die Plätze 5 bis 8. Hier verlor sie gegen Jugoslawien und Schweden und wurde so Achter.

### Damenmannschaft Deutschland
Die deutschen Damen starteten in der Vorrundengruppe A und gewannen hier gegen Belgien, Rumänien und die Niederlande. Niederlagen gab es gegen Jugoslawien und die UdSSR. Dies reichte für Platz vier und die Zwischenrundenkämpfe um die Plätze 5 bis 8. Hier unterlagen sie England und Schweden. Somit wurden sie Achter.

### Herreneinzel
- Wilfried Lieck: Freilos, Sieg gegen Günter Müller (Österreich), Ivan Nikolov (Bulgarien), Patrick Birocheau (Frankreich), Niederlage im Viertelfinale gegen Gábor Gergely (Ungarn)
- Jochen Leiß: Freilos, Niederlage gegen Josef Dvořáček (ČSSR)
- Peter Stellwag: Sieg gegen Vasil Aleksandiridis (Türkei), Niederlage gegen Sarkis Sarkajan (UdSSR)
- Engelbert Hüging: Sieg gegen Bethany Pipet (Guernsey), Oktay Cimen (Türkei), Niederlage gegen Dragutin Šurbek (Jugoslawien)
- Ralf Wosik: Niederlage gegen Nicky Jarvis (England)
- Hanno Deutz: Sieg in der Qualifikation gegen Heasley (Irland) und Lupon (Spanien), in den Hauptrunden gegen Lambert Belien (Belgien), Niederlage gegen Anatoli Strokatow (UdSSR)
- Peter Engel: Sieg in der Qualifikation gegen Roberto Giontella (Italien), Franz Pröglhöf (Österreich), in den Hauptrunden gegen Kevin Keane (Irland), Antun Stipančić (Jugoslawien), Niederlage gegen Sarkis Sarkajan (UdSSR)
- Hans-Joachim Nolten: In der Qualifikation kampflos und Niederlage gegen János Takács (Ungarn)
- Heiner Lammers: Sieg in der Qualifikation gegen Böhme, Jozsef Juhas (Jugoslawien), Niederlage in Runde 1 gegen Lars Franklin (Schweden)
- Klaus Schmittinger: Sieg in der Qualifikation gegen Bernard Chatton (Schweiz), Juha Hämäläinen (Finnland), Niederlage in Runde 1 gegen Igor Solopov (UdSSR)

### Dameneinzel
- Wiebke Hendriksen: Sieg gegen Carine Risch (Luxemburg), Valentina Popová (UdSSR), Dana Dubinova (ČSSR), Niederlage im Viertelfinale gegen Ann-Christin Hellman (Schweden)
- Ursula Hirschmüller: Sieg gegen Michele Guermelon (Frankreich), Niederlage gegen Maria Alexandru (Rumänien)
- Agnes Simon: Sieg in der Qualifikation gegen Betty Gray (Wales), Barbara Lippens (Belgien), Niederlage in Runde 1 gegen Maria Alexandru (Rumänien)
- Monika Sedlmair: In der Qualifikation kampflos und Sieg gegen Braun, Niederlage in Runde 1 gegen Nadine Daviaud (Frankreich)
- Monika Kneip-Stumpe: Niederlage in der Qualifikation gegen Dubravka Fabri (Jugoslawien)
- Kirsten Krüger: Niederlage in der Qualifikation gegen Judit Magos (Ungarn)

### Herrendoppel
- Jochen Leiß/Peter Stellwag: Sieg gegen Stefano Bosi/Roberto Giontella (Italien), Simion Crișan/Georg Böhm (Rumänien), Paul Day/Max Crimmins (England), István Jónyer/Tibor Klampár (Ungarn), Milivoj Karakašević/Zoran Kosanović (Jugoslawien), Niederlage im Endspiel gegen Gábor Gergely/Milan Orlowski (Ungarn/ČSSR)
- Heiner Lammers/Klaus Schmittinger: Sieg gegen van Krieken/Ramon Junyent (Belgien/Spanien), Ivan Nikolov/Mitev (Bulgarien), Niederlage gegen Dragutin Šurbek/Antun Stipančić (Jugoslawien)
- Wilfried Lieck/Ralf Wosik: Sieg gegen Jose Alvoeiro/Lameira (Portugal), Erich Amplatz/Günter Müller (Österreich), Teodor Gheorghe/Serban Dobosi (Rumänien), Niederlage im Viertelfinale gegen Gábor Gergely/Milan Orlowski (Ungarn/ČSSR)
- Hanno Deutz/Hans-Joachim Nolten: In der Qualifikation Sieg gegen Webb/Maurice James (Guernsey), in den Hauptrunden Sieg gegen Desmond Douglas/Nicky Jarvis (England), Niederlage gegen Teodor Gheorghe/Serban Dobosi (Rumänien)
- Engelbert Hüging/Peter Engel: Sieg in der Qualifikation gegen Barroso/Janeiro (Portugal), in den Hauptrunden Sieg gegen Evans/Robert Bishop (Wales), Matti Kurvinen/Juha Hämäläinen (Finnland), Niederlage gegen István Jónyer/Tibor Klampár (Ungarn)

### Damendoppel
- Wiebke Hendriksen/Beatrix Kisházi (Ungarn): Sieg gegen Franziska Weibel/Renate Wyder (Schweiz), Niederlage gegen Dubravka Fabri/Branka Batinić (Jugoslawien)
- Ursula Hirschmüller/Kirsten Krüger: Niederlage gegen Narine Antonyan/Valentina Popová (UdSSR)
- Monika Sedlmair/Karen Senior (Irland): Sieg gegen Monika Kneip-Stumpe/Agnes Simon (Deutschland), Bettine Vriesekoop/Éva Ferenczi (Niederlande/Rumänien), Niederlage im Viertelfinale gegen Judit Magos/Gabriella Szabó (Ungarn)
- Monika Kneip-Stumpe/Agnes Simon: Niederlage gegen Monika Sedlmair/Karen Senior (Deutschland/Irland)

### Mixed
- Wilfried Lieck/Wiebke Hendriksen: Sieg gegen James Langan/Karen Senior (Irland), Lars Franklin/Eva Strömvall (Schweden), Gábor Gergely/Judit Magos (Ungarn), Zbigniew Fraczyk/Ewa Pozniak (Polen), Anatoli Strokatow/Valentina Popová (UdSSR), Tibor Klampár/Gabriella Szabó (Ungarn)
- Monika Sedlmair/Hans-Joachim Nolten: In der Qualifikation Sieg gegen Camille Pütz/Carine Risch (Luxemburg), Niederlage in Runde 1 gegen Stellan Bengtsson/Ann-Christin Hellman (Schweden)
- Jochen Leiß/Monika Kneip-Stumpe: Sieg gegen Emmanuel Diakakis/Eydoxia Ioannidou (Griechenland), Niederlage gegen Antun Stipančić/Eržebet Palatinuš (Jugoslawien)
- Ralf Wosik/Kirsten Krüger: In der Qualifikation Sieg gegen Alexander Pokorny/Brigitte Gropper (Österreich), Sieg in den Hauptrunden gegen Jozsef Juhas/Dubravka Fabri (Jugoslawien), Niederlage gegen Desmond Douglas/Linda Howard (England)
- Klaus Schmittinger/Strina (Italien): Niederlage gegen Leszek Kucharski/Jolanta Szatko (Polen)
- Hanno Deutz/Agnes Simon: In der Qualifikation Sieg gegen Eric Sutherland/Grace Mc Kay (Schottland), Sieg in den Hauptrunden gegen Igor Solopov/Ludmila Bakshutova (UdSSR), Niederlage gegen Josef Dvořáček/Marie Hrachová (ČSSR)
- Engelbert Hüging/Marie-France Germiat (Belgien): Niederlage gegen Zbigniew Fraczyk/Ewa Pozniak (Polen)
- Heiner Lammers/Sonia Milic (Italien): Niederlage gegen Tommy Danielsson/Annelie Hernvall (Schweden)
- Peter Engel/Ursula Hirschmüller: Sieg gegen Jurek Barcikowsky/Braun (Schweiz), Mitev/Daniela Gergeltschewa (Bulgarien), Niederlage gegen Tibor Klampár/Gabriella Szabó (Ungarn)

## Wissenswertes
- Ralf Wosik fiel wegen einer Erkrankung für die Mannschaftskämpfe aus.[3]
- Der Jugoslawe Antun Stipančić war von seinem Verband „aus disziplinarischen Gründen“ für die Mannschaftskämpfe gesperrt.[4]
- Island, Malta, die Faroer-Inseln und die DDR nehmen an den Wettkämpfen nicht teil. Dennoch senden die DDR und Malta Vertreter zum ETTU-Kongress.[5]
- 90 Schiedsrichter sind im Einsatz.[6]
- Von den Aktiven war der Ire Colum Slevin mit 13 Jahren am jüngsten, dagegen war die Rumänin Maria Alexandru mit 38 Jahren die Seniorin.[7]
- Teodor Gheorghe (Rumänien) gewann gegen Janeiro  einen Satz mit 21:0. Laszlo Földy (Schweiz) besiegte Sunier (Jersey) mit 21:1 und 21:3, die insgesamt vier Gegenpunkte waren Rekord bei dieser EM.[8]

## Ergebnisse
| Wettbewerb        | Rang | Sieger                                                                                               |
| ----------------- | ---- | --- |
| Mannschaft Herren | 1.   | Ungarn (Gábor Gergely, István Jónyer, Tibor Klampár, Tibor Kreisz)                                   |
| Mannschaft Herren | 2.   | England (Desmond Douglas, Nicky Jarvis, Paul Day, John Hilton)                                       |
| Mannschaft Herren | 3.   | UdSSR (Sarkis Sarkajan, Anatoli Strokatow, Igor Solopov, Waleri Schewtschenko)                       |
| Mannschaft Herren | 4.   | Frankreich (Patrick Birocheau, Jacques Secrétin, Christian Martin, Patrick Renversé, Bruno Parietti) |
| Mannschaft Herren | 8.   | Deutschland (Peter Stellwag, Jochen Leiß, Engelbert Hüging, Wilfried Lieck)                          |
| Mannschaft Herren | 15.  | Österreich (Heinz Schlüter, Erich Amplatz, Franz Pröglhöf, Harald Koller, Günter Müller)             |
| Mannschaft Herren | 24.  | Schweiz (Laszlo Földy, Thomas Busin, Jurek Barcikowsky, Bernard Chatton, Le Thanh)                   |
| Mannschaft Damen  | 1.   | Ungarn (Judit Magos, Beatrix Kisházi, Gabriella Szabó, Zsuzsa Oláh)                                  |
| Mannschaft Damen  | 2.   | ČSSR (Ilona Uhlíková, Jana Dubinová, Blanka Šilhánová)                                               |
| Mannschaft Damen  | 3.   | Rumänien (Maria Alexandru, Éva Ferenczi, Liana Mihuț)                                                |
| Mannschaft Damen  | 4.   | UdSSR (Narine Antonyan, Valentina Popová, Ludmila Bakshutova)                                        |
| Mannschaft Damen  | 8.   | Deutschland (Wiebke Hendriksen, Kirsten Krüger, Monika Kneip-Stumpe, Ursula Hirschmüller)            |
| Mannschaft Damen  | 18.  | Österreich (Dolores Fetter, Brigitte Gropper, Barbara Wiltsche)                                      |
| Mannschaft Damen  | 19.  | Schweiz (Franziska Weibel, Renate Wyder)                                                             |
| Herren Einzel     | 1.   | Gábor Gergely (HUN)                                                                                  |
| Herren Einzel     | 2.   | István Jónyer (HUN)                                                                                  |
| Herren Einzel     | 3.   | Desmond Douglas (ENG)                                                                                |
| Herren Einzel     | 3.   | Tibor Kreisz (HUN)                                                                                   |
| Damen Einzel      | 1.   | Judit Magos (HUN)                                                                                    |
| Damen Einzel      | 2.   | Jill Hammersley (ENG)                                                                                |
| Damen Einzel      | 3.   | Ann-Christin Hellman (SWE)                                                                           |
| Damen Einzel      | 3.   | Gabriella Szabó (HUN)                                                                                |
| Herren Doppel     | 1.   | Gábor Gergely/Milan Orlowski (HUN/ČSSR)                                                              |
| Herren Doppel     | 2.   | Peter Stellwag/Jochen Leiß (GER)                                                                     |
| Herren Doppel     | 3.   | Milivoj Karakašević/Zoran Kosanović (JUG)                                                            |
| Herren Doppel     | 3.   | Dragutin Šurbek/Antun Stipančić (YUG)                                                                |
| Damen Doppel      | 1.   | Maria Alexandru/Liana Mihuț (Rumänien)                                                               |
| Damen Doppel      | 2.   | Judit Magos/Gabriella Szabó (HUN)                                                                    |
| Damen Doppel      | 3.   | Narine Antonyan/Valentina Popová (UdSSR)                                                             |
| Damen Doppel      | 3.   | Ilona Uhlíková/Blanka Šilhánová (ČSSR)                                                               |
| Mixed             | 1.   | Wilfried Lieck/Wiebke Hendriksen (GER)                                                               |
| Mixed             | 2.   | Tibor Klampár/Gabriella Szabó (HUN)                                                                  |
| Mixed             | 3.   | Sarkis Sarkajan/Anita Zakharian (UdSSR)                                                              |
| Mixed             | 3.   | Anatoli Strokatow/Valentina Popová (UdSSR)                                                           |

## Teilnehmer

### Herren
| Rang | Nation       | Teilnehmer |
| ---- | ------------ | --- |
| 1    | Ungarn       | Gábor Gergely, István Jónyer, Tibor Klampár, Tibor Kreisz, János Takács (I) |
| 2    | England      | Desmond Douglas, Nicky Jarvis, Paul Day, John Hilton, Max Crimmins (I) |
| 3    | UdSSR        | Sarkis Sarkajan, Anatoli Strokatow, Igor Solopov, Waleri Schewtschenko |
| 4    | Frankreich   | Patrick Birocheau, Jacques Secrétin, Christian Martin, Patrick Renversé, Bruno Parietti                                                                                              |
| 5    | Jugoslawien  | Dragutin Šurbek, Zoran Kosanović, Zoran Kalinić, Jozsef Juhas, Antun Stipančić (I), Milivoj Karakašević (I)                                                                          |
| 6    | ČSSR         | Jindřich Panský, Milan Orlowski, Jaroslav Kunz, Josef Dvořáček, Antonin Stefko (I)                                                                                                   |
| 7    | Schweden     | Stellan Bengtsson, Ulf Thorsell, Tommy Danielsson, Lars Franklin, Ake Grönlund (I)                                                                                                   |
| 8    | Deutschland  | Peter Stellwag, Jochen Leiß, Engelbert Hüging, Wilfried Lieck, Ralf Wosik (I), Hanno Deutz (I), Peter Engel (I), Hans-Joachim Nolten (I), Heiner Lammers (I), Klaus Schmittinger (I) |
| 9    | Polen        | Leszek Kucharski, Andrzej Grubba, Stefan Dryszel, Stanislaw Fraczyk, Andrzej Jacubowiecz (I)                                                                                         |
| 10   | Bulgarien    | Ivan Nikolov, Petar Mitev, Bojidar Guentchev |
| 11   | Dänemark     | Bjarne Grimstrup, Claus Pedersen, Hansen |
| 12   | Niederlande  | Nico van Slobbe, Bert van der Helm, Ronald Rijsdorp, Han Gootzen |
| 13   | Rumänien     | Georg Böhm, Teodor Gheorghe, Serban Dobosi, Adrian Crișan |
| 14   | Italien      | Giovanni Bisi, Manoni, Stefano Bosi, Roberto Giontella, Massimo Costantini |
| 15   | Österreich   | Heinz Schlüter, Erich Amplatz, Franz Pröglhöf, Harald Koller, Günter Müller, Alexander Pokorny (I)                                                                                   |
| 16   | Luxemburg    | Camille Pütz, Andre Hartmann, Guy Stebens, Marc Birel |
| 17   | Finnland     | Martti Autio, Jarmo Jokinen, Jukka Ikonen, Matti Kurvinen, Juha Hämäläinen (I) |
| 18   | Griechenland | Nikolaos Kostopoulos, Emmanuel Diakakis, Konstantinos Priftis, Dessis, Anghelos Makris (I)                                                                                           |
| 19   | Türkei       | Oktay Cimen, Vasil Aleksandiridis, F. Aleksandiridis, Saban |
| 20   | Spanien      | Salvador Moles, David Sanchez, Jose Maria Pales, Jose Lupon, Ramon Junyent |
| 21   | Wales        | Graham Davies, Robert Bishop, Andrew Evans, Morgan |
| 22   | Schottland   | Richard Yule, Eric Sutherland, John Mc Nee, John Moir |
| 23   | Irland       | Colum Slevin, James Langan, Kevin Keane, Heasley, Thomas Caffrey (I) |
| 24   | Schweiz      | Laszlo Földy, Thomas Busin, Jurek Barcikowsky, Bernard Chatton, Le Thanh |
| 25   | Norwegen     | Harald Meland, Jorgen Gierloff, Tom Johansen, Kjell Stordal |
| 26   | Belgien      | Roland Frisque, Lambert Belien, Roels, van Krieken (I) |
| 27   | Portugal     | Barroso, Lameira, Jose Alvoeiro, Janeiro |
| 28   | Guernsey     | Maurice James, Bethany Pipet, David Rihoy, Webb |
| 29   | Jersey       | Clive Hansford, Bruce Gallichan, Sunier |
| 99   | NN           | Böhme (I), Heysam (I), Minden (I), Weinrich (I) |

### Damen
| Rang | Nation       | Teilnehmer |
| ---- | ------------ | --- |
| 1    | Ungarn       | Judit Magos, Beatrix Kisházi, Gabriella Szabó, Zsuzsa Oláh                                                        |
| 2    | ČSSR         | Ilona Uhlíková, Jana Dubinová, Blanka Šilhánová, Marie Hrachová (I)                                               |
| 3    | Rumänien     | Maria Alexandru, Éva Ferenczi, Liana Mihuț                                                                        |
| 4    | UdSSR        | Narine Antonyan, Valentina Popová, Ludmila Bakshutova, Anita Zakharian (I)                                        |
| 5    | Jugoslawien  | Gordana Perkučin, Eržebet Palatinuš, Dubravka Fabri, Branka Batinić                                               |
| 6    | England      | Jill Hammersley, Carole Knight, Linda Howard, Karen Witt (I)                                                      |
| 7    | Schweden     | Eva Strömvall, Ann-Christin Hellman, Marie Lindblad, Annelie Hernvall                                             |
| 8    | Deutschland  | Wiebke Hendriksen, Kirsten Krüger, Monika Kneip-Stumpe, Ursula Hirschmüller, Agnes Simon (I), Monika Sedlmair (I) |
| 9    | Frankreich   | Claude Bergeret, Brigitte Thiriet, Nadine Daviaud, Michele Gourmelon (I)                                          |
| 10   | Luxemburg    | Jeanny Dom, Carine Risch                                                                                          |
| 11   | Niederlande  | Judith Williams, Bettine Vriesekoop, Sandra de Kruiff, van Spanje (I)                                             |
| 12   | Belgien      | Marie-France Germiat, Josiane Detaille, Barbara Lippens (I), Marie-France Petre (I)                               |
| 13   | Bulgarien    | Albertina Rangelova, Daniela Gergeltschewa                                                                        |
| 14   | Irland       | Anne Leonard, Karen Senior, Deidre Kilpatrick                                                                     |
| 15   | Polen        | Ewa Pozniak, Jolanta Szatko, Weronika Sikora                                                                      |
| 16   | Spanien      | Pilar Lupon, Montserrat Sanahuja, Pilar Gargallo, Elena Serra (I)                                                 |
| 17   | Finnland     | Monica Grefberg, Sonja Grefberg, Eva Malmberg, Ulla Bäckman                                                       |
| 18   | Österreich   | Dolores Fetter, Brigitte Gropper, Barbara Wiltsche                                                                |
| 19   | Schweiz      | Franziska Weibel, Renate Wyder                                                                                    |
| 20   | Schottland   | Carole Dalrymple, Grace Mc Kay, Patrice Fleming                                                                   |
| 21   | Dänemark     | Annie Larsen, Susanne Pedersen-Poulsen, Hartelius                                                                 |
| 22   | Italien      | Sonia Milic, Monti, Flavia Strino                                                                                 |
| 23   | Griechenland | Fotini Galanou, Loukia Skrivanou, Eydoxia Ioannidu                                                                |
| 24   | Wales        | Kim Wheatley, Coulthard, Betty Gray (I)                                                                           |
| 25   | Norwegen     | Gina Hundveen, Rigmor Sörensen, Tone Folkeson                                                                     |
| 99   | NN           | Braun (I), Leonhard (I), Moroitou (I), Malou Toussaint (Luxemburg) (I)                                            |

(I) = nur in den Individualwettbewerben angetreten